# 土耳其航空女排俱樂部
土耳其航空女排俱樂部（土耳其語：Türk Hava Yolları SK），是一間位於土耳其伊斯坦堡的女排俱樂部，成立於1979年。

## 歷史
- 2020－2021赛季

在上赛季土耳其航空為提升成績而在下半賽事聘請了曾執教過土耳其豪門費內巴切女排俱樂部的馬塞洛·阿邦丹扎擔任主教練一職。本赛季繼續由他執教。
至於陣容方面，馬塞洛·阿邦丹扎開始進行重組。主攻位置上保留了美國外緩麥迪遜·金頓及國手謝伊瑪·厄爾坎，還新簽波多黎各外緩戴莉·桑塔納。在副攻位置上保留了前國手郁爾特達古倫及克勒奇勒。現任土耳其國家女子排球隊成員的阿斯勒·卡拉奇亦加盟。至於土耳其超新星接應二傳埃布拉尔·卡拉库尔特亦獲瓦基弗銀行外借到土耳其航空。
- 2023－2024赛季

土耳其航空在本賽季進行大換血，不再與主帥馬塞洛·阿邦丹扎續約，並簽約巴西國家女子排球隊主教練何塞·羅伯托·吉馬良斯成為球隊新一任主教練。
至於陣容方面，主攻位置上，德國漢娜·奧爾特曼及美國麥迪遜·金頓將會離開。巴西新秀茱莉亞·伯格曼及希臘安蒂·瓦西蘭托納基將會加盟，還新簽了上賽季在日本比賽的國手圖格巴·塞諾格魯及前國手內里曼·奧佐。副攻位置上，新簽了巴西新秀戴安娜·阿莱克里姆，服務瓦基弗銀行女排俱樂部十年的屈布拉·阿克曼亦會轉會到土耳其航空。二傳則簽下了加盟了費內巴切女排俱樂部一年的巴西二傳手瑪克里斯·卡內羅。

## 球隊名單
球員名單 - 2025/2026賽季
| 球衣 | 球员              | 生日           | 身高（m） | 位置     |
| ---- | ----------------- | -------------- | --------- | -------- |
| 1    | 梅利斯·伊爾馬茲   | 1997年6月28日  | 1.67      | 自由人   |
| 4    | 圖格巴·塞諾格魯   | 1998年2月2日   | 1.84      | 主攻     |
| 7    | 恰拉·阿金         | 1995年1月19日  | 1.78      | 二傳     |
| 9    | 布斯拉·基里克里   | 1990年7月16日  | 1.88      | 副攻     |
| 11   | 安蒂·瓦西蘭托納基 | 1996年4月9日   | 1.96      | 主攻     |
| 12   | 羅貝塔·哈茲奇     | 1990年4月28日  | 1.85      | 二傳     |
| 14   | 伊西爾·奧茲       | 1998年6月28日  | 1.76      | 自由人   |
| 17   | 茱莉亞·伯格曼     | 2001年2月21日  | 1.96      | 主攻     |
| 18   | 梅爾韋·內齊爾     | 1997年12月16日 | 1.85      | 接應二傳 |
| 19   | 安娜·阿德魯西     | 2003年6月10日  | 1.88      | 接應二傳 |
| 21   | 巴哈爾·阿巴伊     | 1998年1月21日  | 1.96      | 副攻     |
| 22   | 漢娜·奧思曼       | 1998年10月3日  | 1.88      | 主攻     |
| 44   | 卡爾芒·阿克索伊   | 2003年7月8日   | 1.92      | 副攻     |

- 主教練:  賽姆·帕坎

## 知名球员
- 耶萊娜·尼科利奇（2017－2019）
- 哈夫利科娃（2018－2020）
- 恩萊特（2018－2019）
- 魯塞娃（2018－2019）
- 安妮·布伊斯（2019－2020）
- 麥迪遜·金頓（2019－2023）
- 阿尔布雷切特（2019－2020）
- 勞倫·卡里尼（2020－2022）
- 戴莉·桑塔納（2020－2021）
- 泰朵莉·迪克森（2021－2022）
- 基埃拉·范·雷克（2021－2023）
- 多布麗安娜·拉巴德捷耶娃（2021）
- 漢娜·奧爾特曼（2022－2023）
- 納茲·埃德米爾（2022－2023）
- 茱莉亞·伯格曼（2023－）
- 戴安娜·阿莱克里姆（2023－）
- 屈布拉·阿克曼（2023－）
- 安蒂·瓦西蘭托納基（2023－）
- 艾蕾希雅·葛魯察（2023－）

## 歷任主教練
| 姓名                 | 在任期間   |
| -------------------- | ---------- |
| 馬塞洛·阿邦丹扎      | 2019－2023 |
| 何塞·羅伯托·吉馬良斯 | 2023－2024 |
| 穆罕默德·卡米勒·索茲 | 2024－2025 |
| 賽姆·帕坎            | 2025－     |

## 外部連結
- 官方网站 （页面存档备份，存于）